# Galvez Esporte Clube
Galvez Esporte Clube é um clube de futebol do Acre, com sede em Rio Branco. Atualmente, o clube disputa a primeira divisão do estadual.

## História
O clube foi fundado em 2011, substituindo o antigo Tiradentes (licenciado), e é formado por policiais militares. Participou de duas edições da segunda divisão do Campeonato Acreano. No primeiro ano, em 2011, o clube chegou ao vice-campeonato, perdendo para o Andirá. Já na segunda participação, conquistou o título invicto, após superar o Vasco da Gama. Em 2013, participou da elite do futebol acreano pela primeira vez em sua história. Na Copa do Brasil de 2016 a equipe se classificou pela primeira vez para a segunda fase da competição, eliminando o Rio Branco. O próximo adversário foi o Santos, porém, a equipe não conseguiu fazer um bom jogo e perdeu de 3 a 0 e foi eliminada da competição.
Em 2017, o Galvez disputou a Copa Verde contra o Paysandu. Na primeira fase, o jogo de ida em casa foi 0 a 0 e o de volta 2 a 0 para o Paysandu e acabou sendo eliminado da competição.
Em 2020, na campanha do Campeonato Acreano, venceu os dois turnos, conseguiu pela primeira vez em sua história o título do Campeonato Acreano após vencer na final do 2° turno o Rio Branco por 2 a 0.
Em 2025, o Galvez foi vice-campeão acreano, sendo derrotado na final pelo Independência.

## Títulos

### Futebol

#### Competições oficiais
| ESTADUAIS | ESTADUAIS                       | ESTADUAIS | ESTADUAIS  |
|           | Competição                      | Títulos   | Temporadas |
| --------- | ------------------------------- | --------- | ---------- |
|           | Campeonato Acriano              | 1         | 2020       |
|           | Campeonato Acriano - 2ª Divisão | 1         | 2012       |

#### Categorias de base
Juniores
| Estaduais | Estaduais                      | Estaduais | Estaduais        |
|           | Competição                     | Títulos   | Temporadas       |
| --------- | ------------------------------ | --------- | ---------------- |
| Acre      | Campeonato Acreano de Juniores | 3         | 2015, 2018, 2019 |

Juvenis
| Estaduais | Estaduais                  | Estaduais | Estaduais              |
|           | Competição                 | Títulos   | Temporadas             |
| --------- | -------------------------- | --------- | ---------------------- |
| Acre      | Campeonato Acreano Juvenil | 4         | 2015, 2016, 2017, 2019 |

Infantil
| Estaduais | Estaduais                   | Estaduais | Estaduais        |
|           | Competição                  | Títulos   | Temporadas       |
| --------- | --------------------------- | --------- | ---------------- |
| Acre      | Campeonato Acreano Infantil | 3         | 2015, 2016, 2017 |
| Acre      | Campeonato Acriano Sub-13   | 1         | 2018             |
| Acre      | Campeonato Acriano Sub-11   | 2         | 2017, 2019       |

#### Futebol feminino
| Estaduais | Estaduais                          | Estaduais | Estaduais  |
|           | Competição                         | Títulos   | Temporadas |
| --------- | ---------------------------------- | --------- | ---------- |
| Acre      | Campeonato Acriano Feminino Sub-13 | 1         | 2019       |

### Esportes olímpicos

#### Handebol
| Estaduais | Estaduais                      | Estaduais | Estaduais  |
|           | Competição                     | Títulos   | Temporadas |
| --------- | ------------------------------ | --------- | ---------- |
| Acre      | Campeonato Acriano - Masculino | 1         | 2019       |

## Desempenho em competições oficiais

### Participações
|  | Participações em 2026 |

| Competição | Competição         | Temporadas | Melhor campanha         | Estreia | Última | P | R |
| Acre       | Campeonato Acreano | 14         | Campeão (2020)          | 2013    | 2026   |   | – |
| Acre       | Segunda Divisão    | 2          | Campeão (2012)          | 2011    | 2012   | 1 |   |
|            | Copa Verde         | 4          | Oitavas de final (2017) | 2017    | 2021   |   |   |
| Brasil     | Série D            | 3          | 13° colocado (2020)     | 2019    | 2021   | – |   |
| Brasil     | Copa do Brasil     | 5          | 2ª fase (2016)          | 2016    | 2026   |   |   |

### Competições nacionais
Campeonato Brasileiro - Série D
| Ano  | 2010 | 2011 | 2012 | 2013 | 2014 | 2015 | 2016 | 2017 | 2018 | 2019 |
| Pos. | —    | —    | —    | —    | —    | —    | —    | —    | —    | 48º  |
| Ano  | 2020 | 2021 |      |      |      |      |      |      |      |      |
| Pos. | 13º  | 29º  |      |      |      |      |      |      |      |      |
| ---- | ---- | ---- | ---- | ---- | ---- | ---- | ---- | ---- | ---- | ---- |

Copa do Brasil
| Ano  | 2010 | 2011 | 2012 | 2013 | 2014 | 2015 | 2016 | 2017 | 2018 | 2019 |
| Pos. | —    | —    | —    | —    | —    | —    | 40º  | —    | —    | 76º  |
| Ano  | 2020 | 2021 |      |      |      |      |      |      |      |      |
| Pos. | 75º  | 79º  |      |      |      |      |      |      |      |      |
| ---- | ---- | ---- | ---- | ---- | ---- | ---- | ---- | ---- | ---- | ---- |

### Competições regionais
Copa Verde
| Ano  | 2010 | 2011 | 2012 | 2013 | 2014 | 2015 | 2016 | 2017 | 2018 | 2019 |
| Pos. |      |      |      |      | —    | —    | —    | 9º   | —    | 24º  |
| Ano  | 2020 | 2021 |      |      |      |      |      |      |      |      |
| Pos. | 15º  | 14º  |      |      |      |      |      |      |      |      |
| ---- | ---- | ---- | ---- | ---- | ---- | ---- | ---- | ---- | ---- | ---- |

### Competições estaduais
Campeonato Acriano
| Ano  | 2010 | 2011 | 2012 | 2013 | 2014 | 2015 | 2016 | 2017 | 2018 | 2019 |
| Pos. | —    | —    | —    | 4º   | 4º   | 2º   | 3º   | 4º   | 2º   | 2º   |
| Ano  | 2020 | 2021 | 2022 | 2023 | 2024 | 2025 |      |      |      |      |
| Pos. | 1º   | 4º   | 4º   | 3º   | 5º   | 2º   |      |      |      |      |
| ---- | ---- | ---- | ---- | ---- | ---- | ---- | ---- | ---- | ---- | ---- |

Campeonato Acreano - Segunda Divisão
| Ano  | 2011 | 2012 | 2013 | 2014 | 2015 | 2016 | 2017 | 2018 | 2019 |
| Pos. | 2º   | 1º   | —    | —    | —    | —    | —    | —    | —    |
| ---- | ---- | ---- | ---- | ---- | ---- | ---- | ---- | ---- | ---- |

Legenda:
| Campeão Vice-campeão |

## Escudo
As cores fazem alusão à  bandeira acreana. Dentro do escudo há a presença da estrela solitária , símbolo da Revolução Acriana, um gavião real.[carece de fontes?]